# Еттадамен-Мніхла
Еттадамен-Мніхла — місто в Тунісі. Входить до складу вілаєту Ар'яна. Станом на 2004 рік тут проживало 118 487 осіб.